# Isabelle Regout
Isabelle Marie Cécile Norbertine (Isabelle) Regout (Eigenbrakel, 15 april 1973) is een Belgisch-Canadese kunstenares en advocaat. Als kunstenares is zij gespecialiseerd in achterglasschilderingen.

## Biografische schets
Isabelle Regout is een telg uit de Belgisch-Nederlandse patriciërsfamilie Regout. Ze behoort tot de vijfde generatie van de tak Eugène Regout. Ze werd geboren als jongste van vier kinderen van Réginald M.M.L. Regout (1935) en de Canadese Denise C.A.M. Bedart (1939). Haar oudste twee broers werden in Ottawa geboren; haar derde broer en zijzelf nabij Brussel. Als driejarige peuter volgde zij haar ouders naar Quebec, waar zij nog steeds woont en werkt. Na haar rechtenstudie werd zij als advocaat beëdigd als lid van de provinciale orde van advocaten, de Barreau du Québec.
Als kunstenares specialiseerde zij zich al vroeg in het achterglasschilderen en -etsen. Vaak hebben deze de vorm van een tondo met meerlagige figuratieve voorstellingen. Daarnaast maakt zij grote driedimensionale beelden van vulkanisch gesteente. Verschillende werken bevinden zich in gebouwen of in de openbare ruimte in haar woonplaats Gatineau.
Isabelle Regout ontving diverse prijzen voor haar werk en had in ruim tien jaar tijd veertig solotentoonstellingen, onder andere in de Nationale Bibliotheek en Archieven van Canada in Ottawa. In 2012 representeerde zij Canada op een tentoonstelling in het Museum of London ter gelegenheid van de Olympische Zomerspelen 2012.
In 2007 richtte zij de organisatie Regroupement des artistes-peintres sur verre inversé (RAVI) op, ter promotie van de achterglasschilderkunst. Zij is tevens lid en was voorzitter van diverse kunstenaarsorganisaties in Ottawa en Gatineau. Door haar juristenopleiding is ze een veelgevraagd spreekster op bijeenkomsten over de (auteurs)rechten van kunstenaars.